# Mofeta tacada nana
La mofeta tacada nana (Spilogale pygmaea) és una espècie de mamífer carnívor de la família de les mofetes (Mephitidae). És endèmica de la costa pacífica tropical de Mèxic, on viu a altituds d'entre 0 i 1.630 msnm, sobretot per sota de 350 msnm. Els seus hàbitats naturals són els boscos tropicals caducifolis, els boscos semicaducifolis i els matollars de desert. És considerada una espècie vulnerable pels efectes de la caça, la proliferació turística, la construcció de noves infraestructures i la depredació per gossos i gats ferals. El seu nom específic, pygmaea, significa ‘nana’ en llatí.